# Migjeni

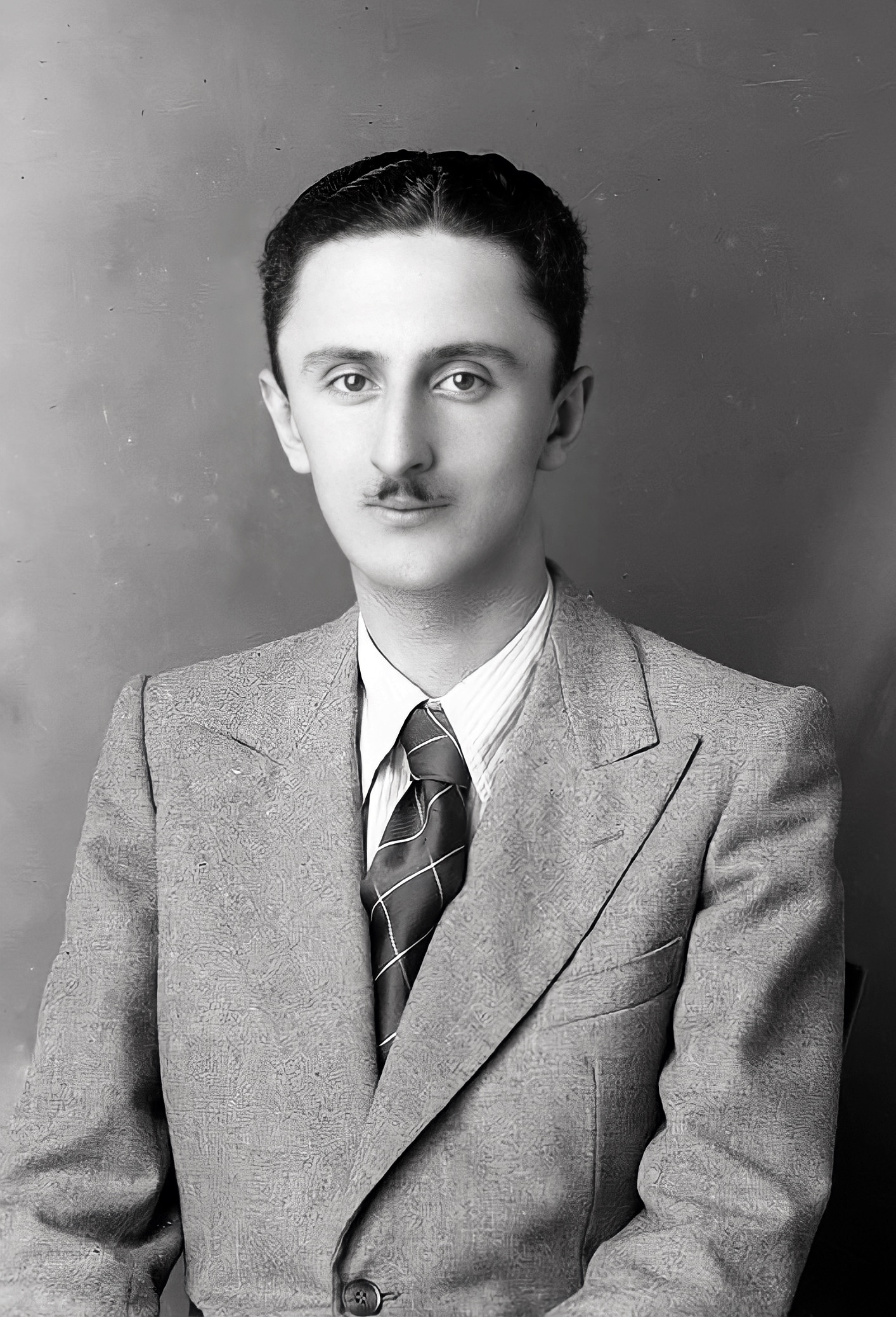
Migjeni

Millosh Gjergj Nikolla (forma albańska) albo Miloš Đoka Nikolić (Милош Ђока Николић – forma serbska), znany jako Migjeni (ur. 13 października 1911 w Szkodrze, zm. 26 sierpnia 1938 w Torre Pellice) – poeta albański.
Pochodził ze zalbanizowanej rodziny serbskiej, mieszkającej w Szkodrze. Uczęszczał do serbskojęzycznej szkoły podstawowej w Szkodrze, a później wstąpił do prawosławnego seminarium św. Jana w Bitoli (dziś Macedonia Północna). Tam poznał m.in. języki rosyjski, francuski, grecki i łacinę, a także czytał dzieła literackie w tych językach. Po powrocie do Albanii zrezygnował z początkowych planów zostania duchownym i rozpoczął pracę jako nauczyciel we wsi Vraka pod Szkodrą. Zaczął wtedy pisać wiersze i opowiadania. Przypadkowo zaraził się gruźlicą, po czym bezskutecznie próbował leczenia w sanatoriach w północnych Włoszech. Zmarł we włoskim szpitalu w wieku 26 lat. Jego szczątki powróciły do Albanii w 1956.
Za jego życia ukazał się drukiem tylko jeden zbiorek jego wierszy. Wydano go w 1936 r. w Tiranie pod tytułem Vargjet e lira (Wolne wiersze, 1936). Pod akronimem Migjeni zdobył uznanie i sławę jako poeta nowatorski i oryginalny. Ze względu na dość rewolucyjną tematykę (której towarzyszyło nowatorstwo formalne, odpowiadające najnowszym trendom europejskim tamtych czasów) cały nakład tomiku został zarekwirowany przez cenzurę, działającą pod dyktatorskimi rządami Ahmeda Zogu. Dorobek literacki Migjeniego został wydany pośmiertnie dopiero w 1954 r. w zbiorowym tomie pt. Vepra (Dzieła).

## Wydane w języku polskim
- Legenda o kukurydzy, Przegląd Albański 1996, s. 75-76 [opowiadanie].
- Niech przyjdzie człowiek, przeł. A. Galis, Trybuna Literacka 1958/49, s. 2.